# Hans-Helmut Wegner
Hans-Helmut Wegner (* 15. Oktober 1942) ist ein deutscher Prähistoriker. Er war als Hauptkonservator langjähriger Leiter des Amts für Archäologie in Koblenz, einer Außenstelle des damaligen Landesamts für Denkmalpflege Rheinland-Pfalz, heute die Generaldirektion Kulturelles Erbe Rheinland-Pfalz.

## Leben
Wegner studierte Ur- und Frühgeschichte, Klassische Archäologie und Alte Geschichte in Freiburg, Kiel und Marburg. Im Jahre 1973 wurde er an der Philipps-Universität Marburg mit einer Arbeit zu den latènezeitlichen Funden vom Christenberg bei Münchhausen promoviert. Von 1973 bis 1980 war er Wissenschaftlicher Referent und Leiter der Außenstelle Niederrhein in Xanten des Rheinischen Landesmuseums, Bonn (jetzt Rheinisches Amt für Bodendenkmalpflege); dort arbeitete er an der Vorbereitung und dem Aufbau des Regionalmuseums und des Archäologischen Parks (APX) mit.
Nachdem er zum Leiter der Außenstelle Koblenz des Landesamts für Denkmalpflege Rheinland-Pfalz ernannt worden war, baute er mit neuen Impulsen das Amt stetig aus und konnte so dessen Bedeutung in der Öffentlichkeit verankern. So richtete er 2003 die Abteilung „Geborgene Schätze“ im Landesmuseum Koblenz ein. Neben vielen anderen Tätigkeiten in der Denkmalpflege und archäologischen Forschung war Wegner für den rheinland-pfälzischen Abschnitt des Obergermanisch-Raetischen Limes zuständig und damit auch an den Vorbereitungen zu dessen 2005 erfolgter Aufnahme in das Weltkulturerbe der UNESCO beteiligt. Nach 27 Jahren Amtsleitung wurde er nach Erreichen der Altersgrenze am 30. Oktober 2007 in den Ruhestand verabschiedet. Als letztes Großprojekt war er mit der 2007 im Landesmuseum Koblenz veranstalteten Sonderausstellung Leben am Limes befasst. Die Nachfolge trat sein bisheriger Stellvertreter, der Archäologe Axel von Berg, an.
Die von Wegner angestoßenen Grabungen in der keltischen Höhensiedlung des Mart- und Hüttenbergs, die von 1986 bis 1987 stattfanden, mündeten in ein sechsjähriges Forschungsprojekt der Deutschen Forschungsgemeinschaft (DFG), das von 1994 bis 1999 dauerte und den Mart- und Hüttenberg im Mittelpunkt hatte. In einem weiteren zehnjährigen DFG-Langfristvorhaben unter dem Titel „Archäologische, numismatische und naturwissenschaftliche Forschungen zum keltisch-römischen Heiligtum und Oppidum auf dem Mart- und Hüttenberg bei Pommern und Karden an der Untermosel“, das 2011 abgeschlossen war, wurden die Ergebnisse zusammengetragen, publiziert und 2014 in drei Bänden mit fünf Teilbänden in der Reihe „Berichte zur Archäologie an Mittelrhein und Mosel“ veröffentlicht. Wegner behielt dabei bis zuletzt die Projektverwaltung, Federführung und fungierte als Herausgeber der Schriften. Wegner betonte: „Auf alle Fälle aber handelte es sich um ein ganz besonderes Forschungsobjekt, das schließlich auch mit rund 2,2 Millionen Euro zu Buche schlug.“ Das Forschungsvorhaben wurde dabei vom Land Rheinland-Pfalz und der Deutschen Forschungsgemeinschaft finanziert und von der Generaldirektion Kulturelles Erbe, Direktion Landesarchäologie, mit der Außenstelle Koblenz, vom Institut für Ur- und Frühgeschichte der Universität Kiel und von der Goethe-Universität in Frankfurt am Main bearbeitet und durchgeführt. Die Ergebnisse der Ausgrabungen sind in einem Archäologiepark für die Öffentlichkeit begeh- und erlebbar.
Als Student engagierte sich Wegner in der Fachschaft und dem Fachbereich Altertumswissenschaft der Universität Marburg. Anschließend war er in mehreren überregionalen archäologischen Gremien tätig. So beteiligte er sich als Student am 25. Oktober 1969 an der Gründung der „Deutschen Gesellschaft für Ur- und Frühgeschichte“ (DGUF), deren Vorsitzender er von 1983 bis 1987 war. Wegner ist Initiator und Gründer der 1991 ins Leben gerufenen „Gesellschaft für Archäologie an Mittelrhein und Mosel e.V.“, war dort bis 2008 Geschäftsführer und anschließend bis  2016 ihr Vorsitzender. Wegner war in mehreren überregionalen Gremien tätig, so z. B.: 1984 – 1990 Vorstandsmitglied des Verbandes der Landesarchäologen in der Bundesrepublik Deutschland; 1983 – 2002 Mitglied des Prüfungsausschusses für den „geprüften Grabungstechniker“ 1986 – 2007 Mitglied der Arbeitsgruppe „Recht- und Steuerfragen“ des Deutschen Nationalkomitees für Denkmalschutz; 1993 – 2007 Lehrbeauftragter am Institut für „Künstlerische Keramik und Glas“  der Fachhochschule Koblenz. Weiterhin war er korrespondierendes Mitglied des Deutschen Archäologischen Instituts (DAI) und über das Landesamt für Denkmalpflege Mitglied der Deutschen Limeskommission (DLK).
Seine Arbeit als Archäologe fand ihren Niederschlag in zahlreichen Büchern, Zeitschriftenaufsätzen und Beiträgen zu Sammelwerken. Als Herausgeber war er unter anderem zuständig für die wissenschaftliche Reihe „Berichte zur Archäologie an Mittelrhein und Mosel“, die allgemein verständliche Reihe "Archäologie an Mittelrhein und Mosel" und für den „Jahresbericht des Amtes für Archäologie in Koblenz des Landesamtes für Denkmalpflege Rheinland-Pfalz“.

## Schriften (Auswahl)
- mit Axel von Berg u. a.: Cochem-Zell und das mittlere Moseltal. (= Ausflüge zu Archäologie, Geschichte und Kultur in Deutschland 17), Theiss, 2005
- Der Martberg bei Pommern an der Mosel. Eine befestigte Höhensiedlung der Kelten im Gebiet der Treverer. (= Archäologie an Mittelrhein und Mosel 12), Gesellschaft für Archäologie an Mittelrhein und Mosel, 1997.
- Archäologie, Vulkane und Kulturlandschaft. Studien zur Entwicklung einer Landschaft in der Osteifel. (= Archäologie an Mittelrhein und Mosel 11), Gesellschaft für Archäologie an Mittelrhein und Mosel, 1995.
- Archäologie in Koblenz. (= Archäologie an Mittelrhein und Mosel 6), Gesellschaft für Archäologie an Mittelrhein und Mosel, 1991.
- Mittelalterliche Töpferbetriebe in Mayen. Archäologische Untersuchungen „In den Burggärten“. (= Archäologie an Mittelrhein und Mosel 4), Gesellschaft für Archäologie an Mittelrhein und Mosel, 1990.
- Die latènezeitlichen Funde vom Christenberg bei Münchhausen, Kreis Marburg-Biedenkopf (= Materialien zur Vor- und Frühgeschichte von Hessen 6), Landesamt für Denkmalpflege Hessen, 1989 (= Dissertation, Marburg, 1973).
- Eine mittelalterliche Keramikbrennanlage in Xanten, Rheinland Verlag, 1981